# Anna Rozpiórska
Anna Rozpiórska, z d. Erbel (ur. 14 czerwca 1961) – polska siatkarka, mistrzyni i reprezentantka Polski.

## Życiorys
W reprezentacji Polski debiutowała 18 kwietnia 1979 w towarzyskim spotkaniu z młodzieżową reprezentacją Kuby. Trzykrotnie wystąpiła w mistrzostwach Europy (1979 – 8 m., 1981 – 5 m., 1989 – 9 m.), natomiast startu na mistrzostwach w 1985 pozbawiła ją dyskwalifikacja nałożona w związku z zamiarem zmiany barw klubowych bez zgody macierzystej drużyny. Zakończyła karierę reprezentacyjną meczem eliminacji mistrzostw świata z Jugosławią - 13 maja 1990. Łącznie w I reprezentacji Polski wystąpiła w 151 spotkaniach, w tym 126 oficjalnych. W 1979 wystąpiła również na mistrzostwach Europy juniorek (5. miejsce).
Była zawodniczką Anilany Łódź i ŁKS Łódź, z którym w sezonie 1979/1980 wywalczyła awans do ekstraklasy. Z łódzkim klubem zdobyła mistrzostwo Polski (1983), wicemistrzostwo (1982) i brązowy medal mistrzostw Polski (1985). Po sezonie 1984/1985 odeszła z Łodzi w atmosferze konfliktu, została ukarana dwuletnią dyskwalifikacją. W sezonie 1987/1988 występowała w AZS Słupsk i wywalczyła z nim awans do II ligi. W latach 1988–1990 występowała w BKS Stal Bielsko-Biała, zdobywając z tą drużyną dwukrotnie mistrzostwo Polski (1989 i 1990). Po zakończeniu sezonu 1989/1990 wyjechała do Niemiec, gdzie występowała przez kolejne sześć lat, w drużynie CJD Feuerbach, zdobywając m.in. mistrzostwo Niemiec w 1991.